# Renault Nissan Automotive India
Renault Nissan Automotive India Pvt. Ltd. ist ein indischer Automobilhersteller mit Sitz in Chennai (Tamil Nadu). Es handelt sich um die erste gemeinsame Produktionsstätte von Renault und Nissan.

## Geschichte
Das Unternehmen wurde 2007 gegründet. Die Fahrzeugproduktion begann 2010 mit zunächst 1900 Beschäftigten.
Bis 2016 wurde das Unternehmen zum zweitgrößten Fahrzeugexporteur des Landes. Seit März 2016 wird das Werk im Dreischichtsystem betrieben. Gleichzeitig beschäftigte das Werk 5846 Mitarbeiter. Für das Jahr 2017 wird eine Zahl von 7500 Mitarbeitern genannt.
Das Unternehmen hatte 2017 einen Marktanteil in Indien von 6 %, der zwei Jahre zuvor aber noch deutlich niedriger lag.

## Modelle
Das erste produzierte Modell war der Nissan Micra.
Im Jahr 2016 wurden im Werk 12 verschiedene Modelle produziert, darunter der Renault Kwid und der Datsun redi-GO.
Weitere Modelle sind der Nissan Sunny sowie die Renault-Modelle Pulse, Fluence und Koleos. Dabei haben die Nissan-Fahrzeuge einen Anteil von 20 % an der Gesamtproduktion. Bis Ende 2017 sind 100.000 Exemplare des redi-GO gefertigt worden.
Der Kwid hatte 2016 einen inländischen Produktionsanteil von 98 %.